# Copelatus royi
Copelatus royi là một loài bọ cánh cứng trong họ Bọ nước. Loài này được Legros miêu tả khoa học năm 1958.